# Мофоло, Томас
Томас Мокопу Мо́фоло (сесото и англ. Thomas Mokopu Mofolo; 22 декабря 1876 — 8 сентября 1948) — лесотский писатель, считающийся родоначальником и величайшим автором басуто. Он писал в основном на языке сесото, а его самая популярная книга, «Чака», была переведена на английский и другие языки.

## Биография
Томас Мофоло родился в Ходжане, Басутоленд (на тот момент в составе Капской колонии), и учился в местных школах Парижского евангелического миссионерского общества, получив в итоге сертификат учителя в 1898 году. Когда он работал в книжном хранилище в Моридже, некоторые из миссионеров побуждали его написать первый роман (в отдельных источниках — повесть) литературы суто, которым стал «Путешествие на восток» (Moeti oa bochabela, 1907). Дидактическая история перехода молодого вождя суто в христианство была умело переплетена с традиционными мифами и хвалебными стихами. Его успех побудил других молодых педагогов попробовать свои силы в написании художественной литературы, тем самым запустив одно из первых литературных движений в странах Африки к югу от Сахары.
Следующая книга Мофоло, также с автобиографическими и мистическими элементами — «В котле» (Pitseng, 1910) — построена на довольно неуклюжем любовном сюжете в подражание европейской литературе. Она содержит проницательные описания местных нравов в Басутоленде и Южной Африке в целом и вдумчивую оценку влияния христианства на традиционные обычаи, в том числе брачные.
Затем Мофоло написал исторический роман «Чака» (Chaka, 1925) — беллетризированное повествование о завоевателе зулусов, создавшем могущественную империю в первой четверти XIX века. Под пером Мофоло насыщенная событиями биография Чаки (Шаки) становится эпической трагедией героической фигуры, чьи чрезмерные амбиции приводят его к безумной жестокости и окончательному падению. Первый крупный вклад чёрной Африки в корпус современной мировой литературы, «Чака» — одно из крупнейших произведений бантуязычной прозы; повествование следует строгой кривой подъёма и упадка; психологическая мотивация отчётливо разъяснена во всех аспектах; и автор ловко вводит сверхъестественный элемент, наделённый истинной символической ценностью.
Хотя миссионеры оценили высокий литературный уровень «Чаки», содержащиеся в книге изображения дохристианской жизни вызывали у них большую неохоту его публиковать (хотя в целом на романе заметно воздействие как народных сказаний, так и христианских догм). Разочарованный Мофоло перебрался в Южно-Африканский Союз в 1910 году и бросил писать. В течение нескольких лет он был вербовщиком рабочей силы, нанимая рабочих для золотых приисков Трансвааля и плантаций Наталя. После 1927 года он приобрёл магазин в Басутоленде, а в 1937 году — ферму в Южной Африке, но был выселен в соответствии с Законом о земле банту. В 1940 году разбитый и больной человек вернулся в Басутоленд, где и умер 8 сентября 1948 года.

## Признание и наследие
Библиотека в Национальном университете Лесото названа библиотекой Томаса Мофоло в его честь.
В 1976 году первая Премия Мофоло-Пломера (в честь писателя Уильяма Пломера), учреждённая Надин Гордимер, была присуждена Мбулело Мзамане. В жюри в том году входили Чинуа Ачебе, Алан Пэйтон и Адам Смолл. В следующем году премию присудили Дж. М. Кутзее.
Премия Томаса Мофоло за выдающуюся художественную литературу сесото была учреждена в Южной Африке 6 февраля 2019 года.